# Маттео Брігі
Маттео Брігі (італ. Matteo Brighi, нар. 14 лютого 1981, Ріміні) — колишній італійський футболіст, центральний півзахисник.
Володар Суперкубка та Кубка Італії у складі «Роми», за яку провів понад сто матчів в чемпіонаті. Крім того вигравав національний суперкубок у складі «Ювентуса», проте основним гравцем «старої синьйори» так і не став. Також провів чотири матчі за національну збірну Італії та ставав молодіжним чемпіоном Європи 2004 року.

## Клубна кар'єра
Народився 14 лютого 1981 року в місті Ріміні. Він був другим із чотирьох братів, причому всі четверо — футболісти. Юний гравець вже в 9 років привернув увагу футбольних фахівців, тоді він грав у центрі півзахисту і досить часто забивав.
У 15 років Маттео вперше потрапляє в молодіжну команду «Ріміні», а звідти і в юнацьку збірну Італії. При цьому трохи змінюється позиція на полі — з центру півзахисту Брігі переміщається на правий край.
У сезоні 1997-98 він нарешті потрапляє в головну команду «Ріміні», хоча перший матч у її складі зіграв лише через рік. У сезоні 1998-99 Маттео провів 10 матчів і забив 1 гол. Після закінчення сезону «Ювентус» кликав Брігі в Турин, в свою Прімаверу, проте Маттео відмовив найтитулованішому клубу Італії, так як ще не закінчив навчання в Ріміні. Причому вчився він не футболу, а бухгалтерській справі: для Брігі було дуже важливо не залишати Ріміні без диплома: Я ніколи не вірив, що футбол стане моїм життям. Футбол завжди був тільки пристрастю, навіть коли я вже грав у «Ріміні». І якщо добре подумати, напевно, це була моя доля..
Третій сезон в «Ріміні» був найвдалішим — в чемпіонаті 1999-00 Маттео зіграв 34 гри і забив 6 м'ячів, чим ледь не допоміг команді вийти в Серію С1 (команда лише на одне очко відстала від переможця групи, а в плей-оф команда поступилась у фіналі). Крім того Маттео потрапив у збірну Італії до 18 років, а потім отримав запрошення до збірної до 20 років. Всього молодий футболіст за два роки взяв участь у 44 матчах чемпіонату, в яких забив 7 голів.
Влітку 2000 року Маттео отримав свій диплом і відправився в Турин. Дебютував в Серії А 30 вересня 2000 року у віці 19 в грі проти «Наполі» (2:1), вийшовши на заміну на 80 хвилині замість Філіппо Індзагі. Через ранній виліт з Ліги чемпіонів (останнє місце в групі) та Кубка Італії (1/8 фіналу), Брігі виходив на поле лише 12 разів протягом сезону.
У наступному році він був відданий в оренду «Болоньї», де він відразу ж завоював місце в основі. У команді Франческо Гвідоліна Брігі зіграв 32 з 34 матчів в чемпіонаті і допоміг команді зайняти сьоме місце в чемпіонаті. У червні того ж року, він також отримав нагороду за найкращого молодого гравця в італійській Серії А.
В серпні 2002 року Маттео повернувся в «Ювентус» і виграв з командою Суперкубок Італії, вийшовши на заміну по перерві замість Мауро Каморанезі. Але 31 серпня, в останній день трансферного ринку, за 5 млн євро «Парма» викупила 50% прав на Брігі в рамках угоди з придбання «Ювентусом» Марко Ді Вайо. Під керівництвом Чезаре Пранделлі, 31 жовтня 2002 року Брігі дебютує в Кубку УЄФА, а 1 грудня забиває свій перший гол в Серії А в матчі проти «Торіно».
В кінці сезону спільне володіння буде вирішено на користь «Ювентуса». Прте наступний сезон 2003-04 Маттео Брігі знову провів в оренді, цього разу — в «Брешії», де грав разом з Роберто Баджо. Саме гол Брігі 2 травня 2004 року у виїзному матчі проти «Сієни» врятував команду від вильоту в Серію Б. Всього за команду Маттео провів 29 матчів в чемпіонаті та один в кубку Італії.
Влітку 2004 року Маттео став частиною угоди між «Ромою» і «Ювентусом» по переїзду в Турин Емерсона. Римляни, отримавши права на півзахисника, відразу віддали його в оренду — тепер вже в «К'єво», як частина угоди по покупці «Ромою» Сімоне Перротти.
В Вероні Брігі провів три сезони, причому в останньому з них, 9 серпня 2006 року, дебютував у Лізі чемпіонів в програному в гостях матчі проти болгарського «Левскі». Сезон також став найбільш плідним для футболіста — в 25 матчах він забив 6 голів. Проте поразка від «Катанії» в останньому турі означала, що команда вилітає до Серії Б. Всього за три роки півзахисник провів за команду 94 матчі і забив 9 голів.
У 2007 році Маттео повертається в «Рому», якій все ще належить, і дебютує в червоно-жовтих кольорах в матчі проти «Емполі». У цьому матчі Брігі також забиває свій перший гол за римлян. У тому ж році Брігі виграв свій другий Суперкубок Італії і перший Кубок Італії, обігравши з командою в обох матчах «Інтернаціонале». Однак незважаючи на вдалий старт, він грав зовсім мало і думав про відхід. Проте в наступному сезоні Брігі став одним з найкращих гравців основи Лучано Спаллетті і улюбленцем уболівальників — у сезоні 2008/09 з трьома голами Брігі став найкращим бомбардиром «Роми» у Лізі чемпіонів. Всього відіграв за «вовків» чотири сезони своєї ігрової кар'єри. 
7 вересня 2010 року Брігі продовжив контракт з «Ромою» до 2014 року, але вже 31 серпня 2011 року перейшов в «Аталанту» на правах річної оренди.
По завершенню оренди майже відразу, 11 серпня 2012 року, знову був відданий в оренду, цього разу на сезон в «Торіно». В кінці сезону туринці викупили контракт гравця.
До складу клубу «Сассуоло» приєднався у січні 2014 року. Згодом захищав кольори «Болоньї» і «Перуджі», а протягом 2018–2019 років грав за «Емполі».

## Виступи за збірні
2000 року дебютував у складі юнацької збірної Італії, взяв участь у 3 іграх на юнацькому рівні.
Протягом 2000–2004 років залучався до складу молодіжної збірної Італії. Разом з нею був учасником молодіжного Євро-2002 досягнувши півфіналу, та Євро-2004, де з командою став переможцем турніру. Всього на молодіжному рівні зіграв у 40 офіційних матчах, забив 2 голи і в ряді матчів був її капітаном.
2002 року Брігі навіть отримує запрошення від Джованні Трапаттоні до національної збірної Італії, в якій дебютує 21 серпня 2002 року в товариській грі проти збірної Словенії (0:1), проте після цього довгий час до збірної більше не викликався. 
28 березня 2009 року Маттео після шестирічної перерви зіграв за збірну у гостьовому матчі відбіркового турніру до чемпіонату світу 2010 року проти збірної Чорногорії, вийшовши на заміну замість Андреа Пірло на 81 хвилині, матч закінчився перемогою Італії з рахунком 2:0. 1 квітня 2009 року в наступному календарному матчі збірної (також відбіркового турніру до ЧС-2010) проти збірної Ірландії, Брігі вийшов уже в стартовому складі.
Після цього Маттео також зіграв 6 червня в товариському матчі проти збірної Північної Ірландії в Пізі (3:0), який став для нього останнім в футболці «скуадри адзурри». Всього провів у формі головної команди країни 4 матчі.

## Статистика виступів

### Статистика клубних виступів
Станом на 19 травня 2019 року
| Сезон                | Команда              | Чемпіонат            | Чемпіонат | Чемпіонат | Кубок Італії | Кубок Італії | Кубок Італії | Континентальні кубки | Континентальні кубки | Континентальні кубки | Інші змагання | Інші змагання | Інші змагання | Усього | Усього |
| Сезон                | Команда              | Ліга                 | Ігор      | Голів     | Ліга         | Ігор         | Голів        | Ліга                 | Ігор                 | Голів                | Ліга          | Ігор          | Голів         | Ігор   | Голів  |
| -------------------- | -------------------- | -------------------- | --------- | --------- | ------------ | ------------ | ------------ | -------------------- | -------------------- | -------------------- | ------------- | ------------- | ------------- | ------ | ------ |
| 1998-99              | «Ріміні»             | C2                   | 10        | 1         | КІ-C         | 0            | 0            | —                    | —                    | —                    | —             | —             | —             | 10     | 1      |
| 1999-00              | «Ріміні»             | C2                   | 34        | 6         | КІ-C         | ?            | ?            | —                    | —                    | —                    | —             | —             | —             | 34     | 6      |
| Усього за «Ріміні»   | Усього за «Ріміні»   | Усього за «Ріміні»   | 44        | 7         |              | ?            | ?            |                      | —                    | —                    |               | —             | —             | 44     | 7      |
| 2000-01              | «Ювентус»            | A                    | 11        | 0         | КІ           | 1            | 0            | ЛЧ                   | 0                    | 0                    | —             | —             | —             | 12     | 0      |
| 2001-02              | «Болонья»            | A                    | 32        | 0         | КІ           | 1            | 0            | —                    | —                    | —                    | —             | —             | —             | 33     | 0      |
| 2002-03              | «Ювентус»            | A                    | —         | —         | КІ           | —            | —            | ЛЧ                   | 0                    | 0                    | СІ            | 1             | 0             | 1      | 0      |
| Усього за «Ювентус»  | Усього за «Ювентус»  | Усього за «Ювентус»  | 11        | 0         |              | 1            | 0            |                      | 0                    | 0                    |               | 1             | 0             | 13     | 0      |
| 2002-03              | «Парма»              | A                    | 22        | 1         | КІ           | 0            | 0            | КУЄФА                | 3                    | 0                    | СІ            | —             | —             | 25     | 1      |
| 2003-04              | «Брешія»             | A                    | 29        | 1         | КІ           | 2            | 0            | —                    | —                    | —                    | —             | —             | —             | 31     | 1      |
| 2004-05              | «К'єво»              | A                    | 35        | 1         | КІ           | 1            | 0            | —                    | —                    | —                    | —             | —             | —             | 36     | 1      |
| 2005-06              | «К'єво»              | A                    | 26        | 2         | КІ           | 0            | 0            | —                    | —                    | —                    | —             | —             | —             | 26     | 2      |
| 2006-07              | «К'єво»              | A                    | 28        | 6         | КІ           | 1            | 0            | ЛЧ+КУЄФА             | 1+2                  | 0                    | —             | —             | —             | 32     | 6      |
| Усього за «К'єво»    | Усього за «К'єво»    | Усього за «К'єво»    | 89        | 9         |              | 2            | 0            |                      | 3                    | 0                    |               | —             | —             | 94     | 9      |
| 2007-08              | «Рома»               | A                    | 24        | 1         | КІ           | 5            | 0            | ЛЧ                   | 2                    | 0                    | СІ            | 1             | 0             | 32     | 1      |
| 2008-09              | «Рома»               | A                    | 35        | 3         | КІ           | 2            | 0            | ЛЧ                   | 7                    | 3                    | СІ            | 0             | 0             | 44     | 6      |
| 2009-10              | «Рома»               | A                    | 24        | 4         | КІ           | 2            | 1            | ЛЄ                   | 4                    | 0                    | —             | —             | —             | 30     | 5      |
| 2010-11              | «Рома»               | A                    | 25        | 1         | КІ           | 2            | 0            | ЛЧ                   | 3                    | 0                    | СІ            | 0             | 0             | 30     | 1      |
| 2011-12              | «Рома»               | A                    | —         | —         | КІ           | —            | —            | ЛЄ                   | 1                    | 0                    | —             | —             | —             | 1      | 0      |
| Усього за «Рому»     | Усього за «Рому»     | Усього за «Рому»     | 108       | 9         |              | 11           | 1            |                      | 17                   | 3                    |               | 1             | 0             | 137    | 13     |
| 2011-12              | «Аталанта»           | A                    | 11        | 0         | КІ           | —            | —            | —                    | —                    | —                    | —             | —             | —             | 11     | 0      |
| 2012-13              | «Торіно»             | A                    | 23        | 2         | КІ           | 2            | 0            | —                    | —                    | —                    | —             | —             | —             | 25     | 2      |
| 2013-14              | «Торіно»             | A                    | 16        | 2         | КІ           | 1            | 0            | —                    | —                    | —                    | —             | —             | —             | 17     | 2      |
| Усього за «Торіно»   | Усього за «Торіно»   | Усього за «Торіно»   | 39        | 4         |              | 3            | 0            |                      | —                    | —                    |               | —             | —             | 42     | 4      |
| 2013-14              | «Сассуоло»           | A                    | 8         | 0         | КІ           | 0            | 0            | —                    | —                    | —                    | —             | —             | —             | 8      | 0      |
| 2014–15              | «Сассуоло»           | A                    | 23        | 0         | КІ           | 1            | 0            | -                    | -                    | -                    | -             | -             | -             | 24     | 0      |
| Усього за «Сассуоло» | Усього за «Сассуоло» | Усього за «Сассуоло» | 31        | 0         |              | 1            | 0            |                      | -                    | -                    |               | -             | -             | 32     | 0      |
| 2015–16              | «Болонья»            | A                    | 23        | 0         | КІ           | 1            | 0            | -                    | -                    | -                    | -             | -             | -             | 24     | 0      |
| Усього за «Болонью»  | Усього за «Болонью»  | Усього за «Болонью»  | 55        | 0         |              | 3            | 0            |                      | -                    | -                    |               | -             | -             | 58     | 0      |
| 2016–17              | «Перуджа»            | B                    | 36+2      | 2         | КІ           | 2            | 1            | -                    | -                    | -                    | -             | -             | -             | 40     | 3      |
| 2017–18              | «Перуджа»            | B                    | 12        | 0         | КІ           | 2            | 1            | -                    | -                    | -                    | -             | -             | -             | 14     | 1      |
| Усього за «Перуджу»  | Усього за «Перуджу»  | Усього за «Перуджу»  | 48+2      | 2         |              | 4            | 2            |                      | -                    | -                    |               | -             | -             | 54     | 4      |
| січ.-черв. 2018      | «Емполі»             | B                    | 14        | 1         | КІ           | 0            | 0            | -                    | -                    | -                    | -             | -             | -             | 14     | 1      |
| 2018–19              | «Емполі»             | A                    | 10        | 1         | КІ           | 0            | 0            | -                    | -                    | -                    | -             | -             | -             | 10     | 1      |
| Усього за «Емполі»   | Усього за «Емполі»   | Усього за «Емполі»   | 24        | 2         |              | 0            | 0            |                      | -                    | -                    |               | -             | -             | 24     | 2      |
| Усього за кар'єру    | Усього за кар'єру    | Усього за кар'єру    | 502+2     | 35        |              | 27           | 3            |                      | 27                   | 3                    |               | 2             | 0             | 560    | 41     |

### Статистика виступів за збірну
| Дата       | Місто     | Господарі  | Результат | Гості             | Турнір            | Голи | Примітки |
| ---------- | --------- | ---------- | --------- | ----------------- | ----------------- | ---- | -------- |
| 21/08/2002 | Трієст    | Італія     | 0 – 1     | Словенія          | товариський матч  | -    |          |
| 28/03/2009 | Подгориця | Чорногорія | 0 – 2     | Італія            | Відбір до ЧС 2010 | -    |          |
| 01/04/2009 | Барі      | Італія     | 1 – 1     | Ірландія          | Відбір до ЧС 2010 | -    |          |
| 06/06/2009 | Піза      | Італія     | 3 – 0     | Північна Ірландія | товариський матч  | -    |          |
| Усього     |           | Матчів     | 4         |                   | Голів             | 0    |          |

## Титули і досягнення

### Командні
- Володар Суперкубка Італії з футболу (2):

«Ювентус»: 2002
«Рома»: 2007
- Володар Кубка Італії (1):

«Рома»: 2007-08
- Молодіжний чемпіон Європи (до 21 року) (1):

Італія U-21: 2004

### Особисті
- Найкращий молодий футболіст року в Італії (Оскар дель Кальчо): 2002